# Appeal to Reason
Appeal to Reason es el quinto álbum de estudio de la banda estadounidense de hardcore punk Rise Against, lanzado al mercado a través de Interscope Records. En enero de 2008, después de finalizar la gira de promoción de su anterior disco, The Sufferer & the Witness, comenzaron a grabar Appeal to Reason en los estudios The Blasting Room de Fort Collins, Colorado. Terminaron la grabación y producción para junio y el disco vio la luz el 7 de octubre de 2008. Es el primer disco con su actual guitarrista Zach Blair. El álbum ha sido certificado platino por la CRIA. y con el disco de oro por la RIAA.
Appeal to Reason es el álbum de Rise Against más exitoso. Debutó en el puesto número tres de la lista Billboard 200 y llegó a vender 64 700 copias en su primera semana. En general, las críticas fueron positivas. Se extrajeron tres sencillos: «Re-Education (Through Labor)», «Audience of One» y «Savior».

## Grabación y producción
En mayo de 2007, se anunció que después de la gira de promoción de su anterior disco, The Sufferer & the Witness, Rise Against planeaba volver al estudio para trabajar en un nuevo álbum. La banda encabezó una gira estadounidense entre julio y agosto de 2007, en lugar de asistir al Warped Tour. Cuando se les preguntó en julio sobre los planes para el nuevo disco, el guitarrista Zach Blair comentó a ThePunkSite.com que Rise Against iba a «comenzar a componer y grabar el disco» después de la gira y que estarían «componiendo algunos meses» antes de meterse en el estudio. Incluso predijo que se lanzaría en el verano de 2008. En una entrevista concedida por el bajista Joe Principe en agosto de 2007, afirmó que el disco comenzaría a grabarse a comienzos de 2008, aunque matizó que «todo podría cambiar», pero que «ese era el plan». Finalmente, siguieron de gira hasta finales de 2007, tocando en el Taste of Chaos Tour y en la gira de The Used como teloneros.

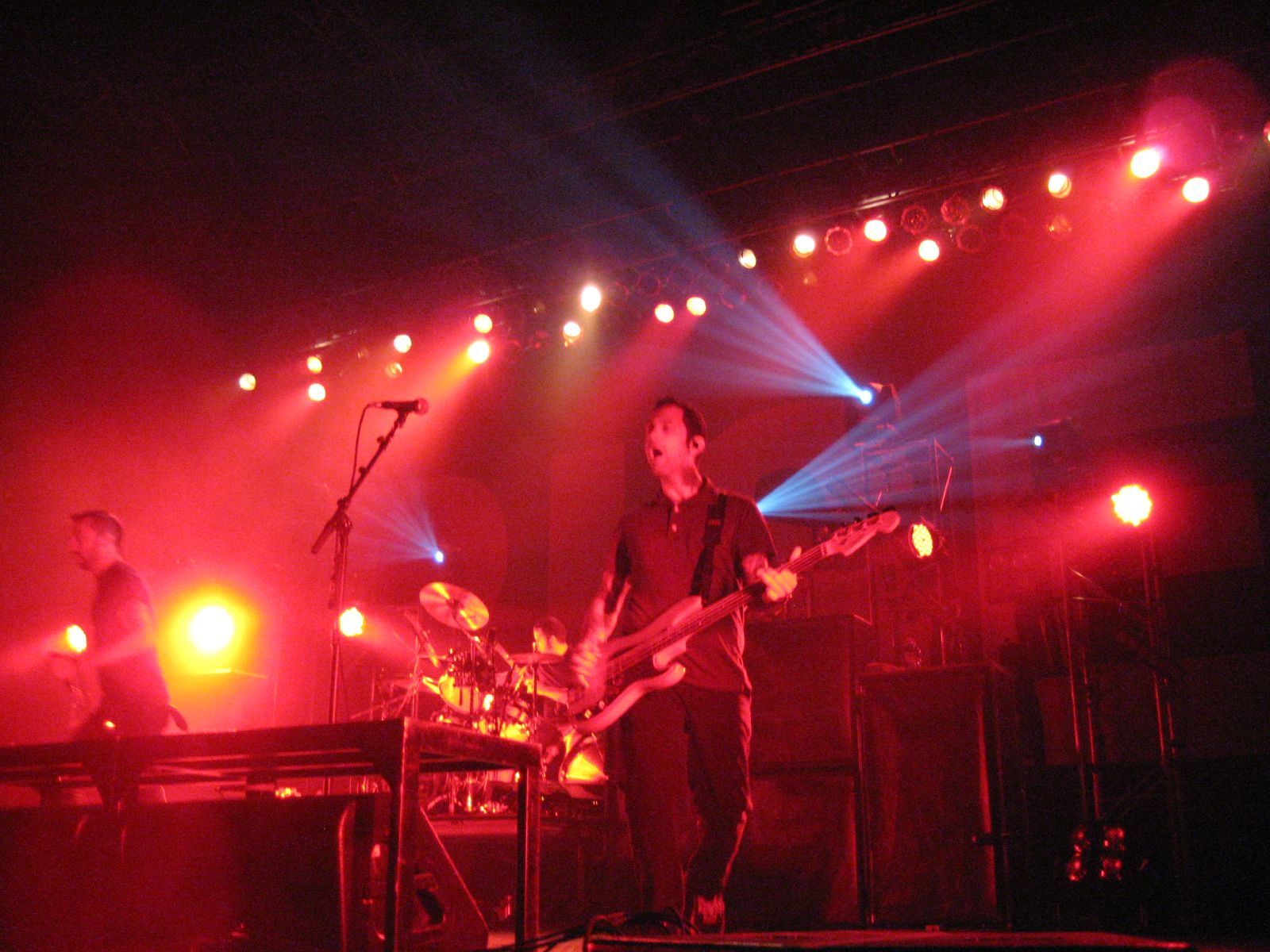
Rise Against tocando el 14 de octubre de 2008, en el Roseland Ballroom de Nueva York.

El 7 de enero de 2008, anunciaron en su sitio web que ya habían comenzado a componer y a grabar demos para el nuevo álbum. Cuando se les preguntó en mayo sobre la marcha del disco, el líder de la banda Tim McIlrath contó a la emisora de música rock de Los Ángeles, KROQ, que estaban a mitad del proceso de grabación. También afirmó que se estaba grabando en los estudios de The Blasting Room de Fort Collins, Colorado y que los productores eran Bill Stevenson y Jason Livermore, quien ya produjo The Sufferer & the Witness. Además, en mayo, Rise Against colgó un blog en su sitio web, afirmando que habían vuelto al estudio para seguir grabando el álbum, alegando que habían pasado «muchas semanas en Chicago a finales del invierno componiendo nuevos temas» en su «espacio de ensayo». Cuando después se les preguntó por el proceso de composición y grabación, McIlrath dijo: «Cogimos un mes en el invierno y dijimos, 'Juntémonos, cojamos el espacio de ensayo y comencemos a juntar algunas ideas', y es lo que hicimos. Después, también reservamos una semana o dos el The Blasting Room después de llegar a Fort Collins para ensayar un poco, conseguir alguna idea más».
En una entrevista de junio de 2008, Luisa Mateus de Gigwise.com le preguntó a McIlrath sobre el nuevo proyecto. Comentó que estaba «casi terminado» pero que aún no tenía nombre ni fecha de lanzamiento. La única pista que dieron sobre el estilo musical del disco fue un comentario de Mateus alegando que la banda había dicho que estaban «contentos de mantener su sonido orgánico». El 14 de julio de 2008, se comunicó a través de Punknews.org que el disco se iba a llamar Appeal to Reason. El nombre se sacó de un periódico de izquierdas de 1897.

## Estilo musical y temática
Algunos críticos consideran Appeal to Reason uno de los discos más accesibles y melódicos de Rise Against, tanto por la música como por las letras. El editor de The New York Times, Jon Pareles, sintió que la «rectitud se hace más melódica con cada álbum». John Hanson de Sputnikmusic dijo que el álbum es «atractivo para un público demasiado amplio como para que los viejos fans se sientan cómodos». En una entrevista de octubre de 2008 concedida a Tony Pascarella de AbsolutePunk.net, el bajista Joe Principe dijo: «Appeal to Reason suena como un álbum de Rise Aainst, pero ofrecemos algo nuevo. Creo que hemos madurado como compositores y como banda y eso se aprecia en el disco». Según Bill Stewart de PopMatters, «Appeal to Reason es un álbum de Rise Against. Si eres algo familiar con la banda, ni siquiera me molestaría en seguir leyendo la reseña y desde luego evitaría mirar la puntuación que se le da al final de la página —porque esa primera frase, para bien o para mal, dice todo lo que se necesita decir sobre este disco».
El disco incluye una canción acústica, «Hero of War», que trata sobre un veterano de la Guerra de Irak que reflexiona sobre sus experiencias de guerra. Rolling Stone la describe como «una pista de ambivalente aggro-folk». McIlrath dijo de la canción: «Quise abordar la perspectiva de '¿Cómo se verá la guerra en el futuro?'" Siguió diciendo que «no hay muchas canciones... hablando de lo que está ocurriendo durante ocho años de ocupación en Irak. Eso, combinado con haber conocido soldados en activo y otros retirados en nuestros conciertos y oír esas historias sobre lo que está ocurriendo allí entre toda esa mierda, me enseñó la diferencia entre lo que realmente está ocurriendo y lo que ocurre según los medios. Simplemente pensé que esto se tenía que contar en una canción». En otra entrevista comentó sobre la canción: «Era una manera de documentar lo que ocurría, al igual que hiciesen otros artistas [antes] para su generación y generaciones venideras».
Mucho del resto del álbum trata temas de política estadounidense. Jeff Miers de The Buffalo News dice del álbum que es «una respuesta a la opresividad insustancial de los años de Bush». Hablando de las canciones del disco, Allmusic dijo que Rise Against «en la pista inicial 'Collapse (Post-Amerika)', se enfurece contra el deterioro moral que está haciendo pudrirse el corazón de EE.UU., para justo después arremeter contra el atontamiento del país en 'Re-Education (Through Labor)'». En una entrevista a The Red Alert, McIlrath dijo: «Todas nuestras canciones son 'esa' canción sin diluir. Siempre lo han sido. Nunca he compuesto una canción, hasta 'Hero of War', con una meta específica en mente». Cuando se le preguntó sobre cómo Appeal to Reason continúa la tradición de Rise Against por hacer música con alto contenido político, dijo: «La razón por la que comencé con la banda, y la razón por la que sigo, es porque aún hoy abro el periódico y digo, ¡Joder! ¿Estarás de broma? ¿Estas cosas realmente ocurren? ¿Hay gente votando por cosas como la Proposición 8? ¿Esto es América? ¿Seguimos en Iraq y en un sitio donde la gente cree que un presidente blanco o negro es algo importante? Hay tanto que conseguir a través de la música. Hay mucho de qué aprender». No obstante, la banda ha afirmado que sus canciones no sólo tratan de política. En una entrevista, Principe dijo: «La parte política de la banda es sólo eso, una parte. Hay letras políticas. Hay temática social y letras sobre el medio ambiente. Creo que si la gente se toma su tiempo en leerlas, no estamos forzando a la gente a digerir nuestras ideas políticas».

## Promoción y lanzamiento

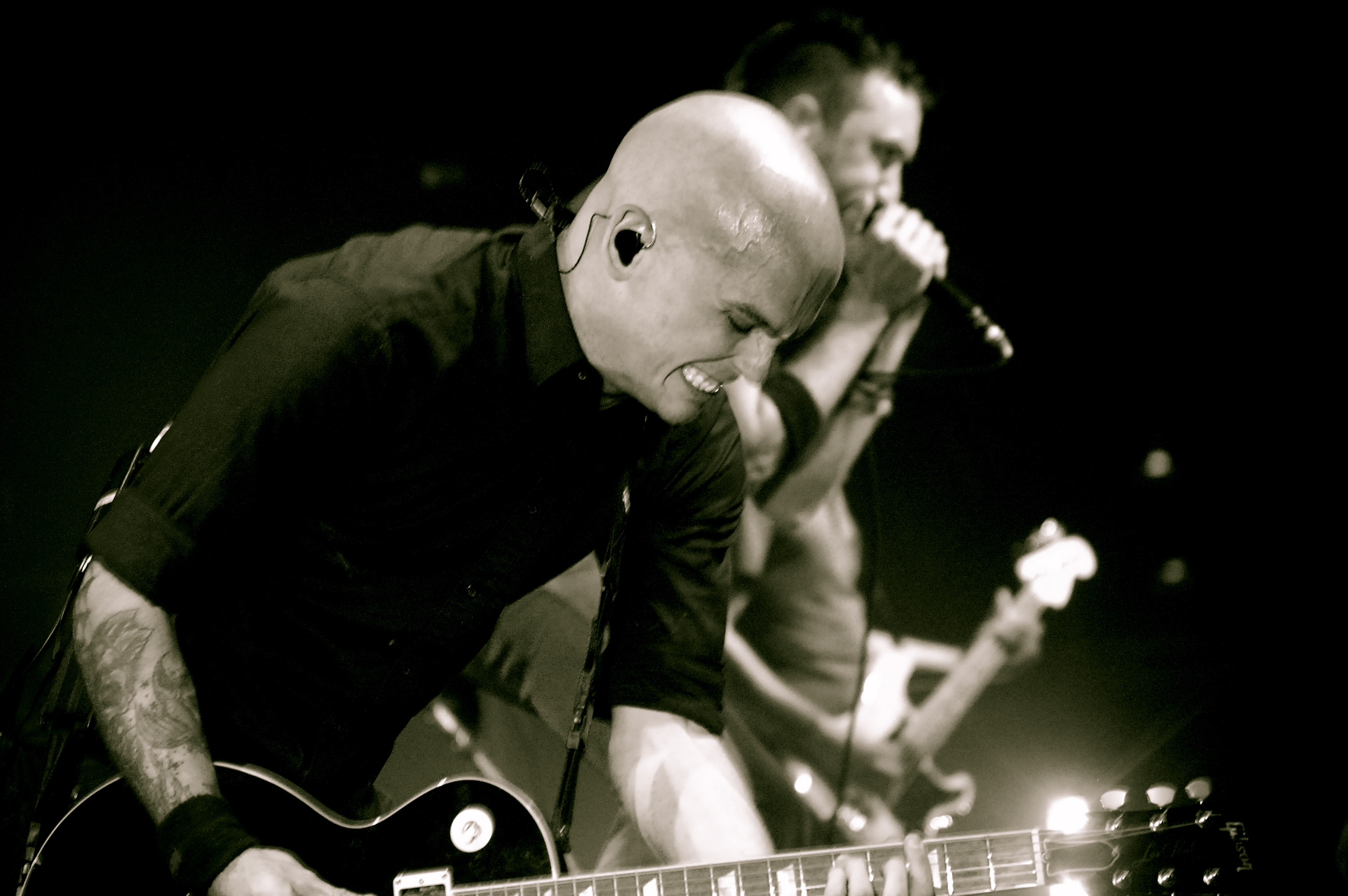
Zach Blair y Tim McIlrath de Rise Against en una actuación de la gira Appeal to Reason

Rise Against filmó el Clip de video/vídeo del primer sencillo de Appeal to Reason, «Re-Education (Through Labor)» junto al director Kevin Kerslake. Tanto el sencillo como su videoclip se lanzaron de forma digital el 25 de agosto. En diciembre de 2008, se comunicó que iban a grabar un segundo vídeo para el segundo sencillo extraído del disco, «Audience of One», junto al director Brett Simon. El vídeo debutó en MySpace Music el 15 de enero de 2009. Se filmó en diciembre en Los Ángeles y muestra a la banda tocando en un «mundo de miniatura» en el césped de la Casa Blanca. El vídeo para la canción «Hero of War» se lanzó el 20 de mayo de 2009, a pesar de que el tercer sencillo del disco fue «Savior», canción que mandaron a las emisoras de radio el 3 de junio para su emisión.
El 2 de octubre de 2009, Rise Against comenzó una gira estadounidense junto a Thrice, Alkaline Trio y The Gaslight Anthem para promocionar el disco, dando comienzo en Cleveland, Ohio. Para el verano hicieron una gira conjunta con Rancid, seguido de una minigira por el Reino Unido en noviembre, junto a las bandas Thursday y Poison the Well.

## Recepción y ventas
Las críticas sobre Appeal to Reason fueron, en general, positivas. Recibió una calificación del 65% en Metacritic basado en diez reseñas profesionales. Chris Fallon de AbsolutePunk.net le concedió al disco un 8.2 de 10 y dijo que «Appeal to Reason está basado esencialmente en una cosa: inteligencia. Aquí no hay pelusilla - la banda ha hecho aquí un trabajo rápido, bueno y en general centrado». La revista Rolling Stone cuenta cómo la banda comienza a ser más mainstream con Appeal to Reason: «[Los miembros de] Rise Against puede que estén nerviosos por abandonar el underground, pero con canciones afiladas como éstas, están listos para el resto del mundo».
Appeal to Reason también recibió alguna crítica negativa, muchas de ellas debido al acercamiento del grupo al mainstream. Entertainment Weekly criticó el álbum diciendo: «Canciones como “Re-Education (Through Labor)” y «Entertainment», que intentan compensar lo malo que han hecho los medios manipulando el mundo, son vitales pero powerchords bastante inocuas y deprimentes con pocos ladridos y mordiscos». Con la concesión de cinco estrellas de diez posibles, PopMatters dijo: «McIlrath rara vez llega más allá de su actuación vocal de una sola nota a pesar de su aparente y loable seriedad... nunca llega a la intensidad de las canciones de sus inicios como “Dead Ringer”, y mucho menos a la intensidad de Henry Rollins. El resto de la banda no mejora mucho la cosa: el nuevo guitarrista líder Zach Blair, en particular, puede que haya hecho de su ataque de tres acordes una ciencia, pero la fórmula se desgasta cuando el álbum pasa de los treinta minutos, y después de eso, aún quedan dieciocho. Además, la composición tampoco se vuelve más imaginativa con la llegada del final del disco».
Appeal to Reason es el disco de Rise Against que mejor ha funcionado en listas hasta la fecha. Llegó al puesto número tres de la lista Billboard 200, vendiendo 64.700 copias en su primera semana. y al primer puesto de la lista canadiense. Los sencillos extraídos del álbum también llegaron a posiciones más altas que ningún anterior lanzamiento de la banda. «Re-Education (Through Labor)» llegó al puesto número 22 de la lista Hot Mainstream Rock Tracks de Billboard y al tercer puesto de la lista Hot Modern Rock Tracks (ahora Alternative Songs), haciéndolo el sencillo más exitoso de la banda, hasta que fue superado por «Savior». «Audience of One» llegó al puesto número cuatro de la lista Hot Modern Rock Tracks. «Savior» llegó al puesto número tres de la lista de Rock Songs de Billboard y al tres en la lista Alternative Songs (anteriormente conocido como Hot Modern Rock Tracks), convirtiéndolo en el más exitoso de la banda hasta la fecha. «Savior» también fue el sencillo de la banda que más tiempo ha permanecido en listas, sobrepasando el año tanto en la lista Rock Songs como en la de Alternative Songs. Además, los tres entraron en la lista Canadian Hot 100.

## Lista de canciones
Todas las canciones escritas y compuestas por Tim McIlrath. 
| Edición normal |                                |          |  |
| N.º            | Título                         | Duración |  |
| 1.             | «Collapse (Post-Amerika)»      | 3:19     |  |
| 2.             | «Long Forgotten Sons»          | 4:01     |  |
| 3.             | «Re-Education (Through Labor)» | 3:42     |  |
| 4.             | «The Dirt Whispered»           | 3:09     |  |
| 5.             | «Kotov Syndrome»               | 3:05     |  |
| 6.             | «From Heads Unworthy»          | 3:42     |  |
| 7.             | «The Strength to Go On»        | 3:27     |  |
| 8.             | «Audience of One»              | 4:05     |  |
| 9.             | «Entertainment»                | 3:34     |  |
| 10.            | «Hero of War»                  | 4:13     |  |
| 11.            | «Savior»                       | 4:02     |  |
| 12.            | «Hairline Fracture»            | 4:03     |  |
| 13.            | «Whereabouts Unknown»          | 4:03     |  |

| Pistas adicionales iTunes |                                   |          |  |
| N.º                       | Título                            | Duración |  |
| 1.                        | «Elective Amnesia»                | 3:54     |  |
| 2.                        | «Prayer of the Refugee» (Directo) | 4:12     |  |

| Pistas adicionales Reino Unido y México |                        |          |  |
| N.º                                     | Título                 | Duración |  |
| 1.                                      | «Historia Calamitatum» | 3:23     |  |

## Posición en listas
| Lista (2008)                                 | Posición más alta |
| -------------------------------------------- | ----------------- |
| Lista de ventas canadiense                   | 1                 |
| Lista de ventas australiana                  | 7                 |
| Lista de ventas alemana                      | 21                |
| Lista de ventas neozelandesa                 | 34                |
| Lista de ventas británica                    | 68                |
| Billboard 200                                | 3                 |
| Billboard Top Rock Albums                    | 2                 |
| Billboard Top Modern Rock/Alternative Albums | 2                 |
| Billboard Digital Albums                     | 1                 |
| Billboard Internet Albums                    | 3                 |